# زمین‌لرزه تایوان ۲۰۱۶
در ساعت ۰۳:۵۷ به وقت محلی (۱۹:۵۷ ساعت هماهنگ جهانی) ۶ فوریه ۲۰۱۶ زمین‌لرزه‌ای با قدرت ۶٫۴ در مقیاس بزرگای گشتاوری ۲۸ کیلومتری شمال‌شرقی پینگتونگ در جنوب تایوان را لرزاند.

بیشترین خسارت از شهر تاینان گزارش شده است. این زمین لرزه در ساعات اولیه بامداد روی داد که بسیاری از مردم شهر تاینان در خواب بودند. بر اثر این زمین لرزه یک ساختمان بلندمرتبه ۱۷ طبقه‌ای در این شهر فرو ریخت، ۴۵ نفر کشته و بیش از ۴۰۳ نفر مجروح شدند. پس از این حادثه دولت تایوان دولت تایوان کمیته بحران تشکیل داد و به منظور امدادرسانی نیروهای ارتش به شهر تاینان اعزام شدند.